# Arteră rectală inferioară
Artera rectală inferioară (artera hemoroidală inferioară) este o arteră care furnizează sânge jumătății inferioare a canalului anal.

## Anatomie
Artera rectală inferioară apare din artera pudendală internă pe măsură ce trece deasupra tuberozității ischiale.
Strapungând peretele canalului pudendal, aceasta se împarte în două sau trei ramuri care traversează fosa ischioanală și sunt distribuite către mușchii și tegumentul regiunii anale și trimit ramuri în jurul marginii inferioare a mușchiului gluteu mare către pielea feselor.
Se anastomozează cu vasele corespunzătoare din partea opusă, cu arterele rectale superioare și medii și cu artera perineală.

## Fiziologie
Artera rectală inferioară furnizează sânge oxigenat sfincterului anal și jumătății inferioare a canalului anal.  

## Imagini suplimentare

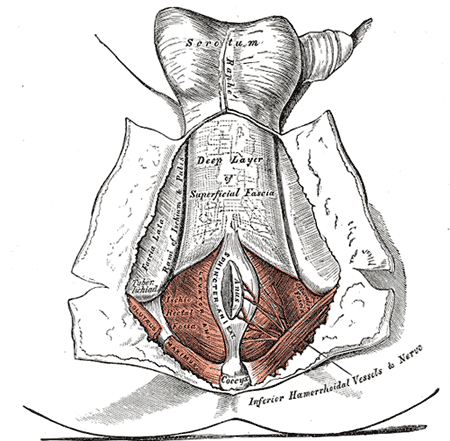
Perineul. Tegumentul și stratul superficial al fasciei superficiale reflectate.